# Il programmino di Gigi D'Agostino (album)
Il programmino di Gigi D'Agostino è una doppia compilation pubblicata da Gigi D'Agostino nel 2003, e contiene 27 tracce di musica elettronica di vari artisti, fra cui alcune dello stesso Gigi D'Agostino.

## Descrizione
L'album pubblicato contiene pochi inediti e alcuni brani che Gigi D'Agostino trasmetteva durante il suo programma radio che andava in onda durante lo stesso periodo (2001 - 2003) ogni sabato e domenica su Radio Italia Network, dal titolo Il programmino di Gigi D'Agostino, ragion per cui l'album porta questo titolo.

## Tracce
La compilation è composta da 2 cd:

### CD 1
1. La discoteca (Exch Pop True)
2. Drifting Sideways (DeVision)
3. I'm Not Ashammed (Naommon)
4. Depeer (Soulkeeper)
5. On the Radio (JayJay Johanson)
6. The Sparrows and the Nightingales (Wolfsheim)
7. Digital Dream (DeVison)
8. It's Not Too Late (Wolfsheim)
9. Face to Face (ReRecorded Version) (The Twins)
10. Amourex Solitaires (Lio)
11. Inside My Music (Ken Laszlo)
12. Noi adesso e poi (Gigi D'Agostino)
13. Bla Bla Bla (Blando rmx) (Gigi D'Agostino)
14. Forrest Gump Suite - Gianfranco Bortolotti e Gigi D'Agostino (Gigi D'Agostino & Gianfranco Bortolotti)

### CD 2
1. Hymn (Gigi D'Agostino)
2. Cloks (Egiziano)
3. For an Angel (Paul van Dik)
4. Taurus (Gigi D'Agostino)
5. Liquid (Nebular B.)
6. Caffè (Gigi D'Agostino)
7. 1k Digit Disco (Brinton McKay)
8. Passa (Gigi D'Agostino)
9. Troppo (Gigi D'Agostino)
10. Egiziano (Gigi D'Agostino)
11. New World Order (Mr X. & Ms. Y)
12. Fomento (Gigi D'Agostino)
13. No More Tears (Allure)